# Mulgrave (Nouvelle-Écosse)
Mulgrave est une ville canadienne située dans le Comté de Guysborough en Nouvelle-Écosse.
La ville de Mulgrave fut établie en 1800 par des loyalistes fuyant la Révolution américaine. Mulgrave était alors appelée McNair’s Cove et prenait part au commerce du bois avec le gouvernement britannique.
Le nom actuel fut adopté en 1859, et Mulgrave a été incorporée en 1923.
De 1890 à 1955, une ligne de chemin de fer passait de Linwood à Mulgrave. De Mulgrave, un service de traversier menait à Point Tupper sur l'île du Cap-Breton.
La construction, plus au nord, de la chaussée de Canso en 1955 a marginalisé Mulgrave.

## Démographie
| 2001 | 2006 | 2011 | 2016 |
| ---- | ---- | ---- | ---- |
| 904  | 879  | 794  | 722  |

## Phare
On trouve à Mulgrave le phare de Venus cove.
|  |  |